# Aromobates meridensis
Aromobates meridensis är en groddjursart som först beskrevs av Dole och Pedro Durant 1973.  Aromobates meridensis ingår i släktet Aromobates och familjen Aromobatidae. IUCN kategoriserar arten globalt som akut hotad. Inga underarter finns listade i Catalogue of Life.